# William Harris Ashmead
William Harris Ashmead, född 19 september 1855, död 17 oktober 1908 i Washington, D.C., var en amerikansk entomolog.

## Biografi
Efter studier i Philadelphia och arbete för förläggaren J. B. Lippincott & Co. slog han sig ner i Florida där han startade egen förläggarverksamhet med inriktning på jordbruk. Han grundade vid den tiden också magasinet Florida Dispatch, vilket var ett veckomagasin om insekter. 1879 började han att skriva vetenskapliga artiklar och 1887 fick han tjänst som entomolog vid jordbruksministeriet i Florida. 1895 fick han en tjänst vid USA:s nationalmuseum och den stannade han vid till sin död i oktober 1908.